# Älvsyssels södra kontrakt
Älvsyssels södra kontrakt  var ett kontrakt i Göteborgs stift inom Svenska kyrkan. Det omfattade ett område som motsvarade Inlands Södre härad, Inlands Torpe härad och de tre sydligaste församlingarna i Inlands Nordre härad. Historiskt tillhörde även Västra Hisings härad kontraktet. Kontraktet upphörde 1 april 2007 då de ingående församlingarna övergick i Göta Älvdalens kontrakt.
Kontraktskod var 0806.

## Administrativ historik
Kontraktet bildades 1805 när Älvsyssels kontrakt delades i norra och södra Älvsyssels kontrakt, och det omfattade
- Kungälvs församling
- Ytterby församling
- Romelanda församling
- Kareby församling
- Torsby församling
- Harestads församling
- Lycke församling
- Marstrands församling
- Solberga församling
- Jörlanda församling
- Hålta församling
- Hjärtums församling
- Västerlanda församling
- Spekeröds församling som 1962 överfördes till Älvsyssels norra kontrakt
- Ucklums församling som 1962 överfördes till Älvsyssels norra kontrakt
- Öckerö församling som 1962 överfördes till det då bildade Hisings kontrakt
- Säve församling som 1962 överfördes till det då bildade Hisings kontrakt
- Björlanda församling som 1962 överfördes till det då bildade Hisings kontrakt
- Torslanda församling som 1962 överfördes till det då bildade Hisings kontrakt
- Backa församling som 1962 överfördes till det då bildade Hisings kontrakt
- Tuve församling ~först 1927 överfördes hit från Göteborgs domprosteris södra kontrakt och som 1962 överfördes till det då bildade Hisings kontrakt
- Rödbo församling som 1962 överfördes till det då bildade Hisings kontrakt

## Galleri

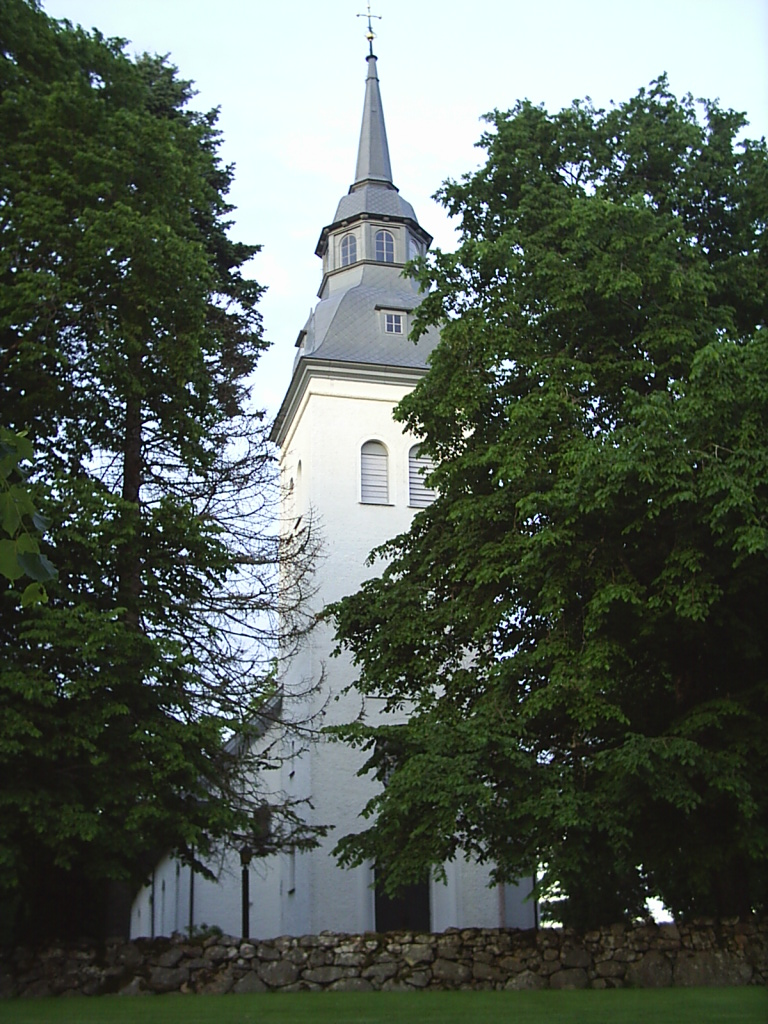
Hjärtums kyrka
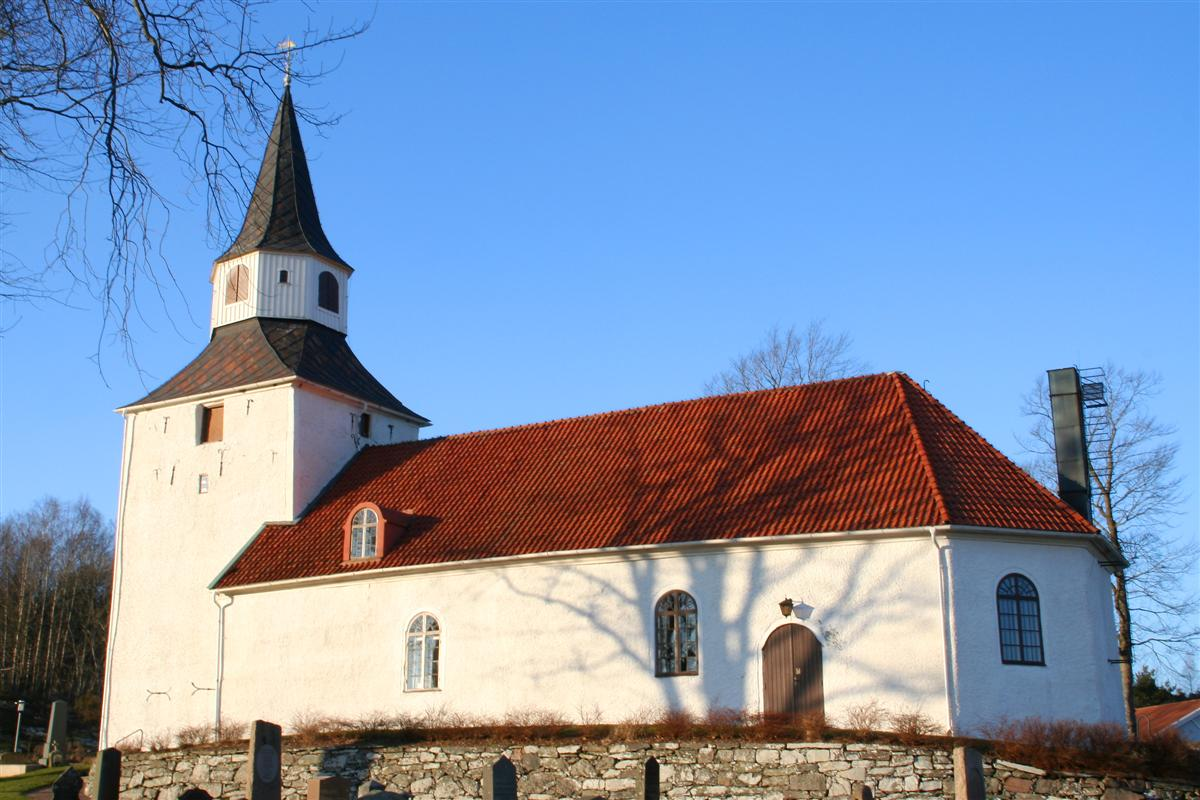
Kareby kyrka
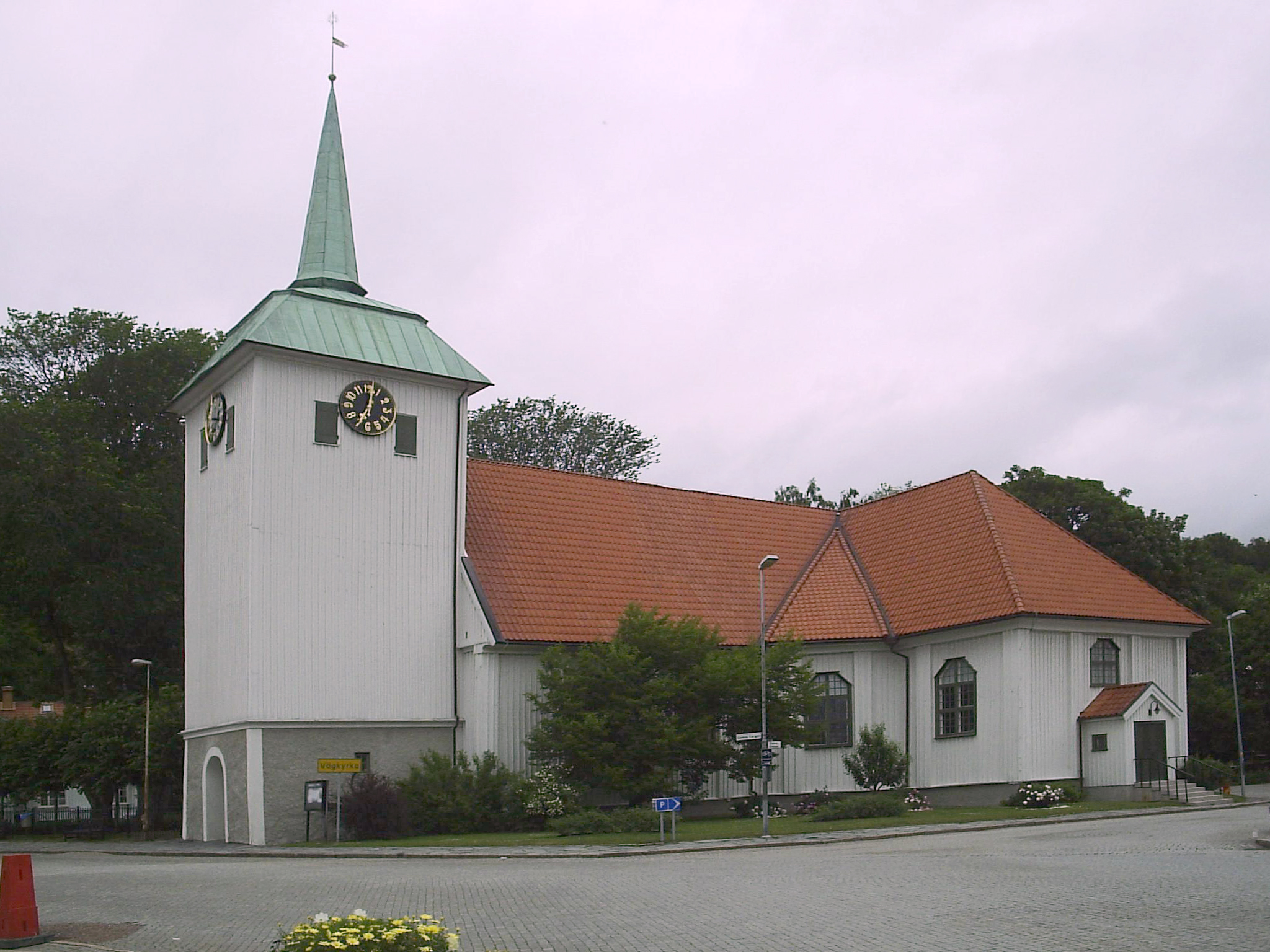
Kungälvs kyrka
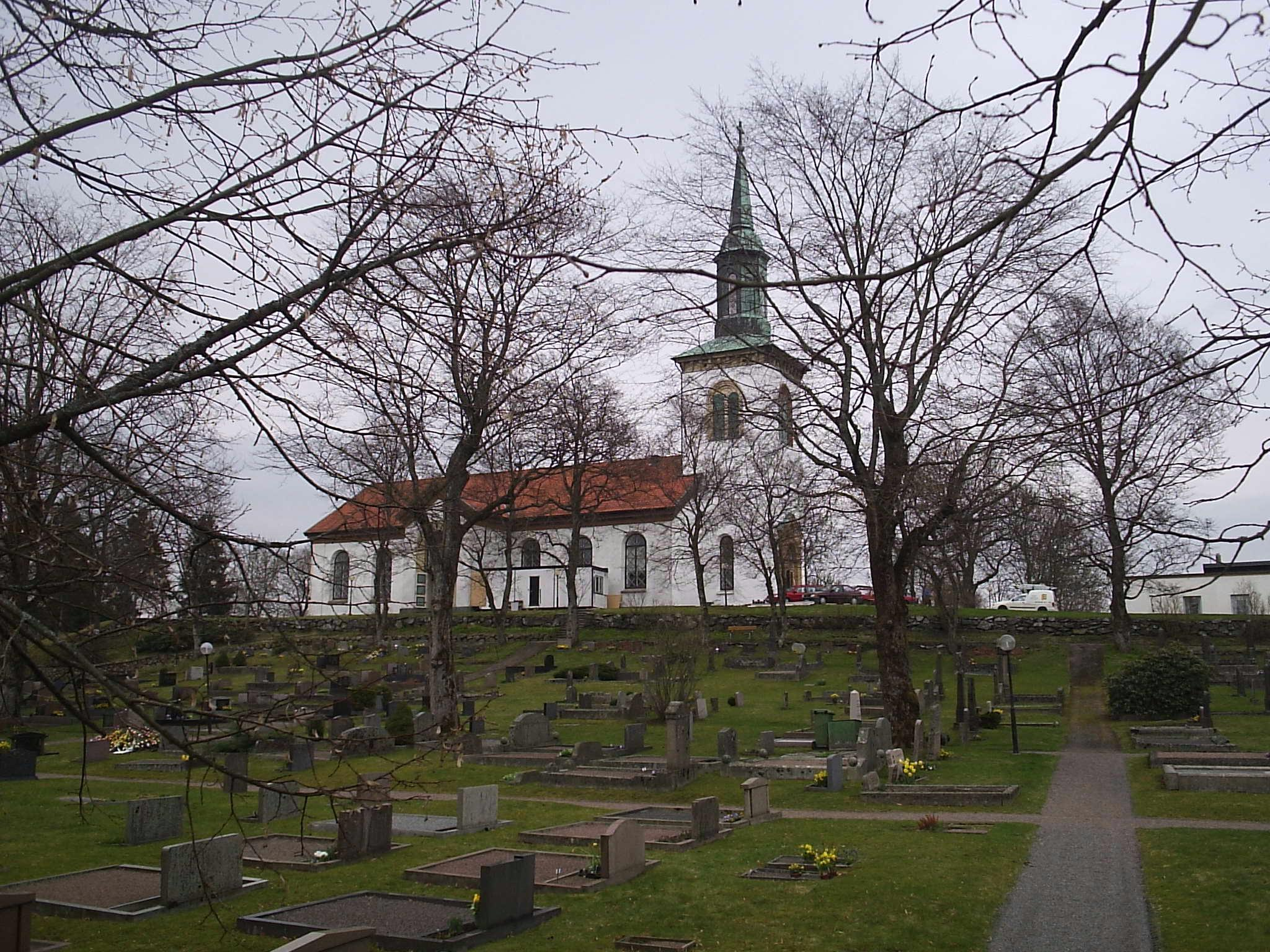
Ytterby kyrka

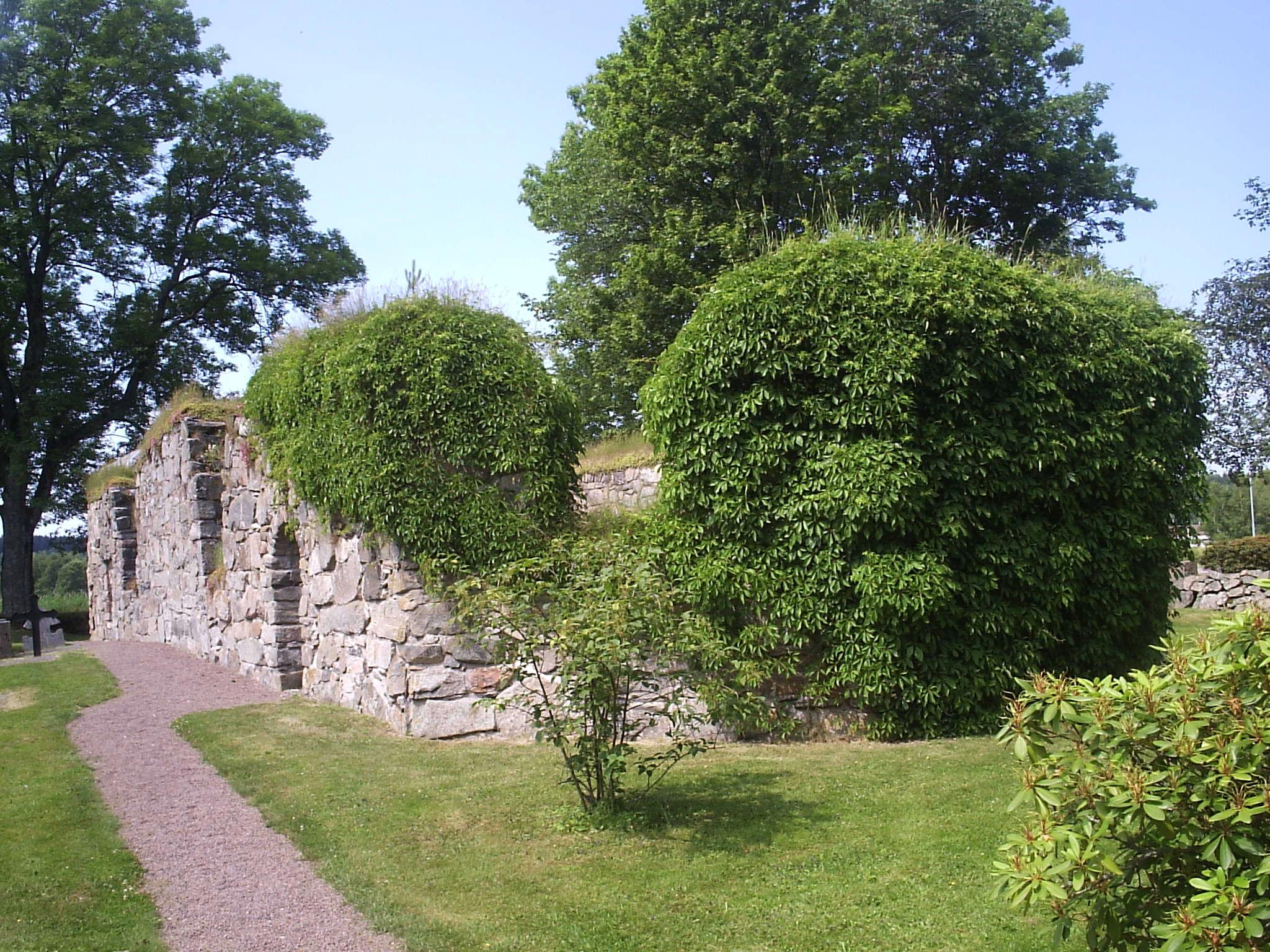
Ytterby gamla kyrka, en kyrkoruin utanför Ytterby socken
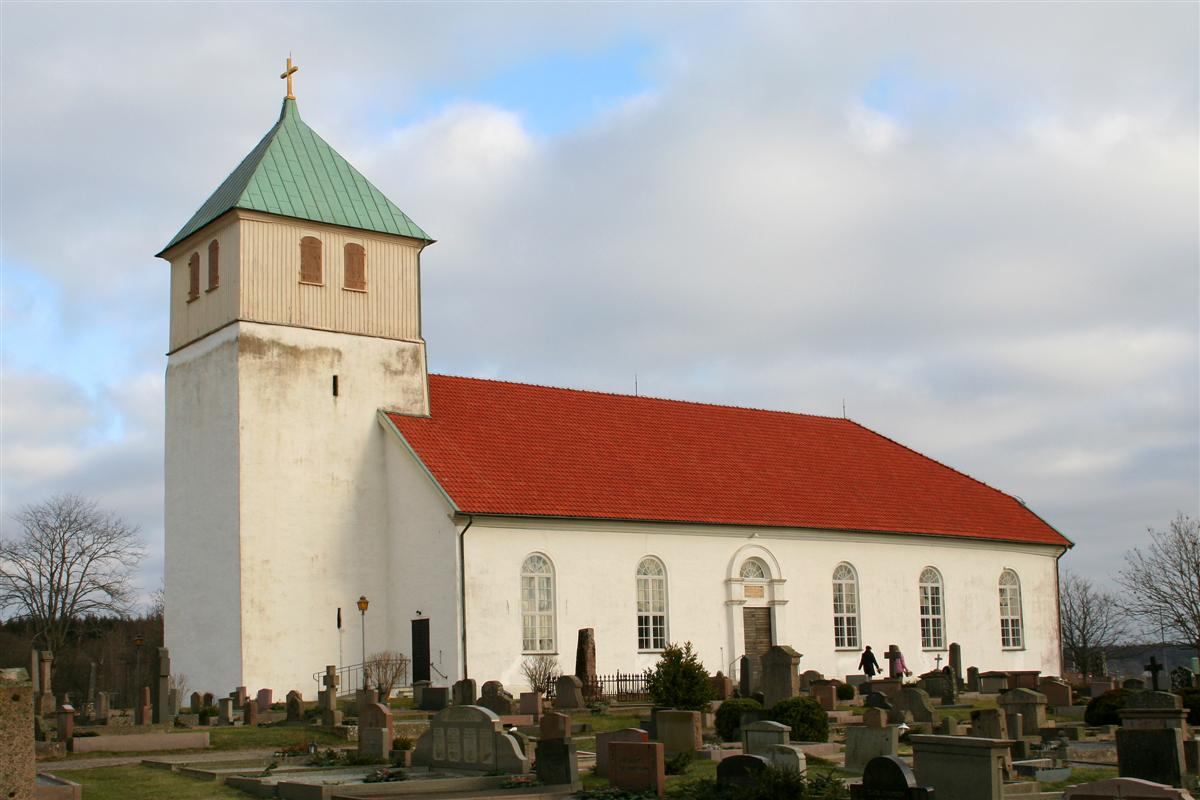
Torsby kyrka
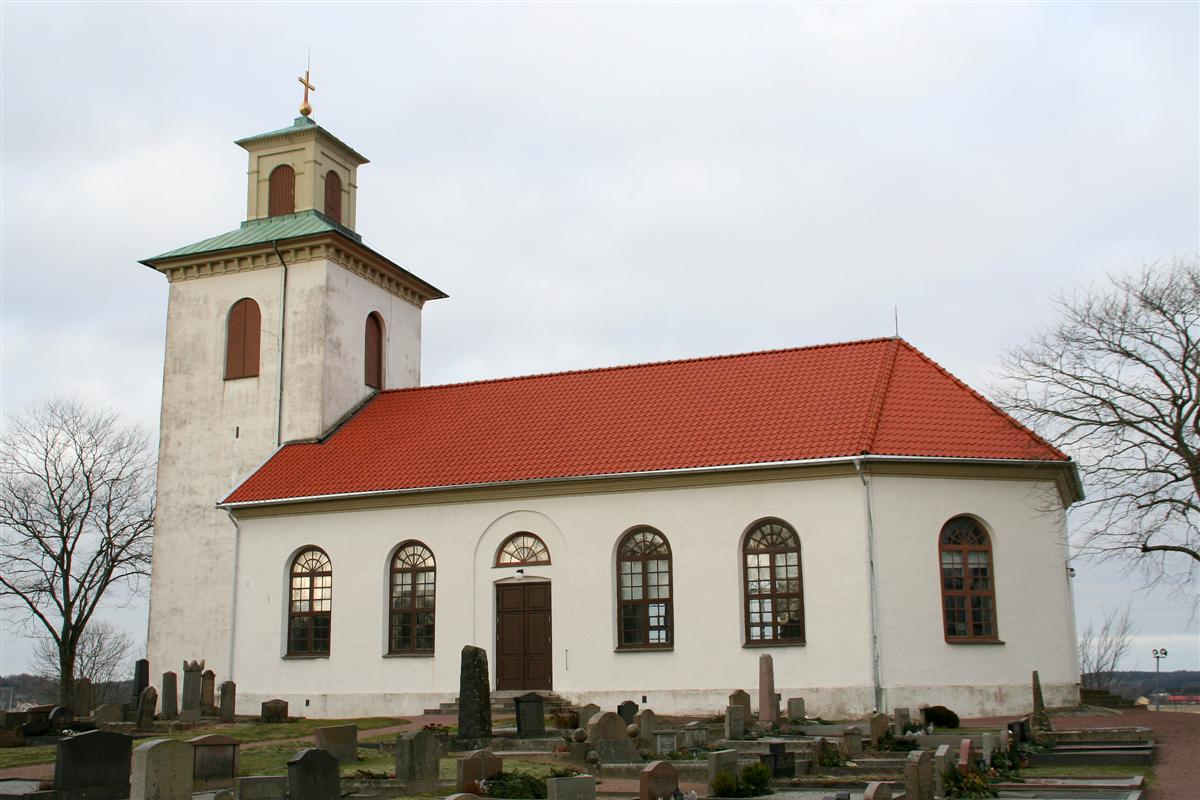
Harestads kyrka
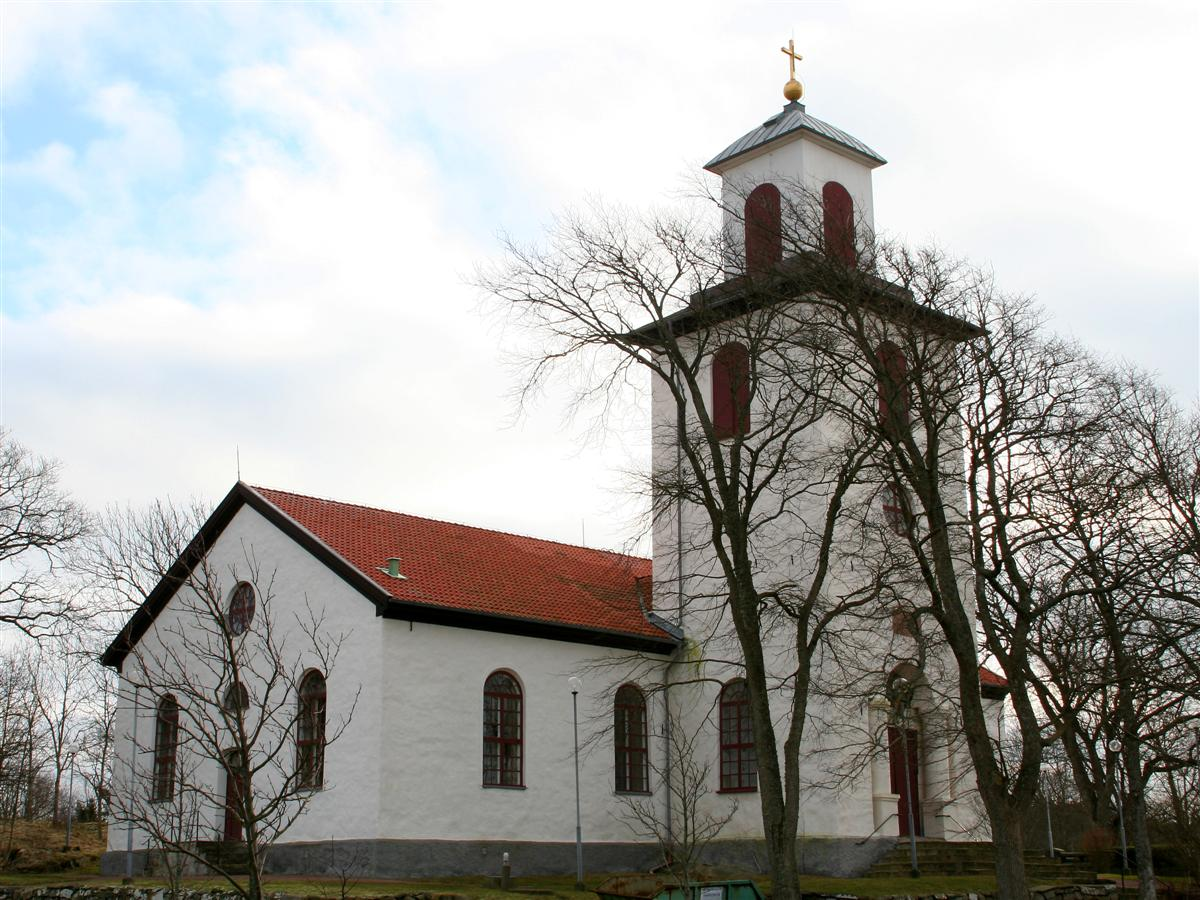
Lycke kyrka

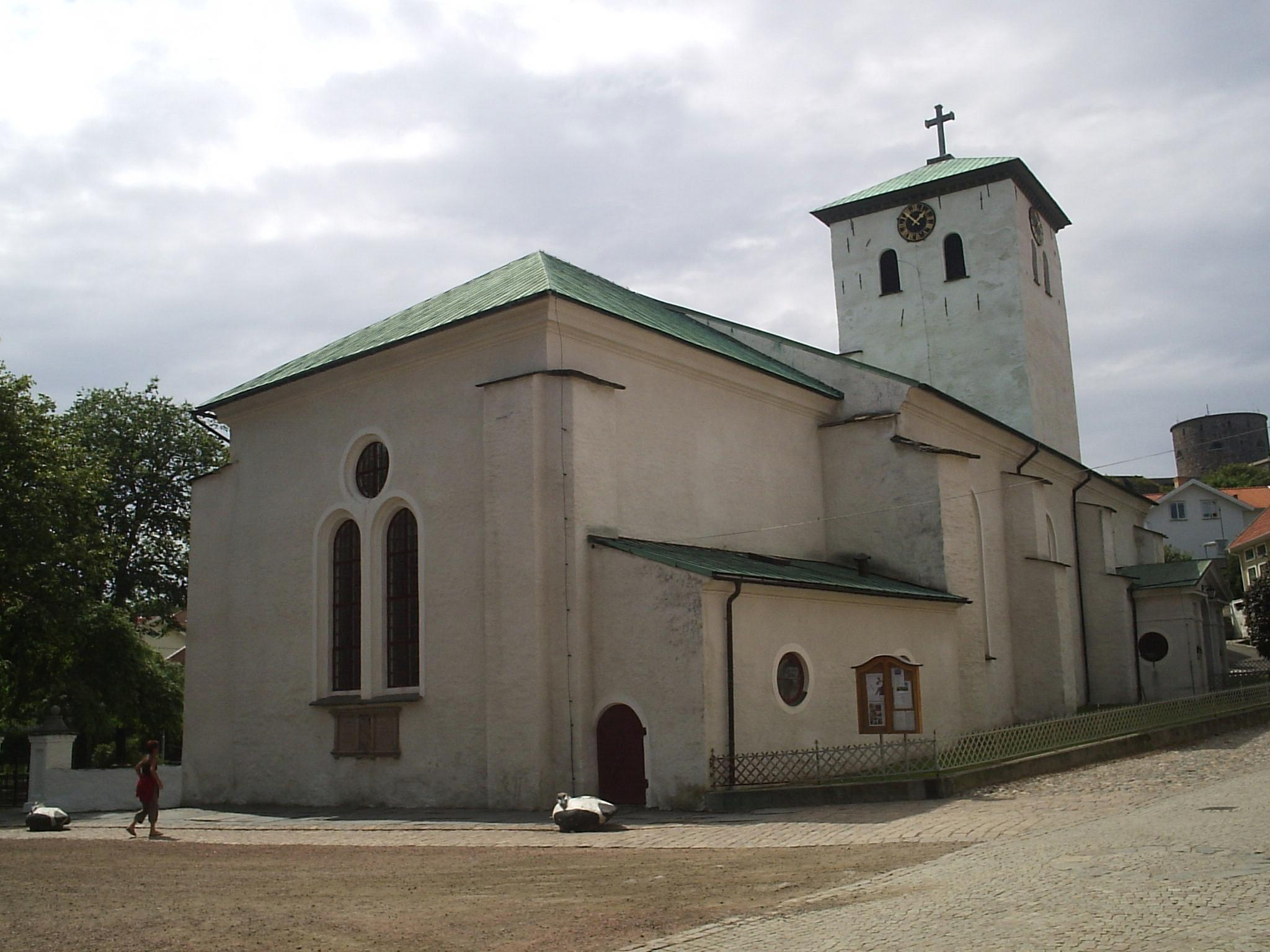
Marstrands kyrka
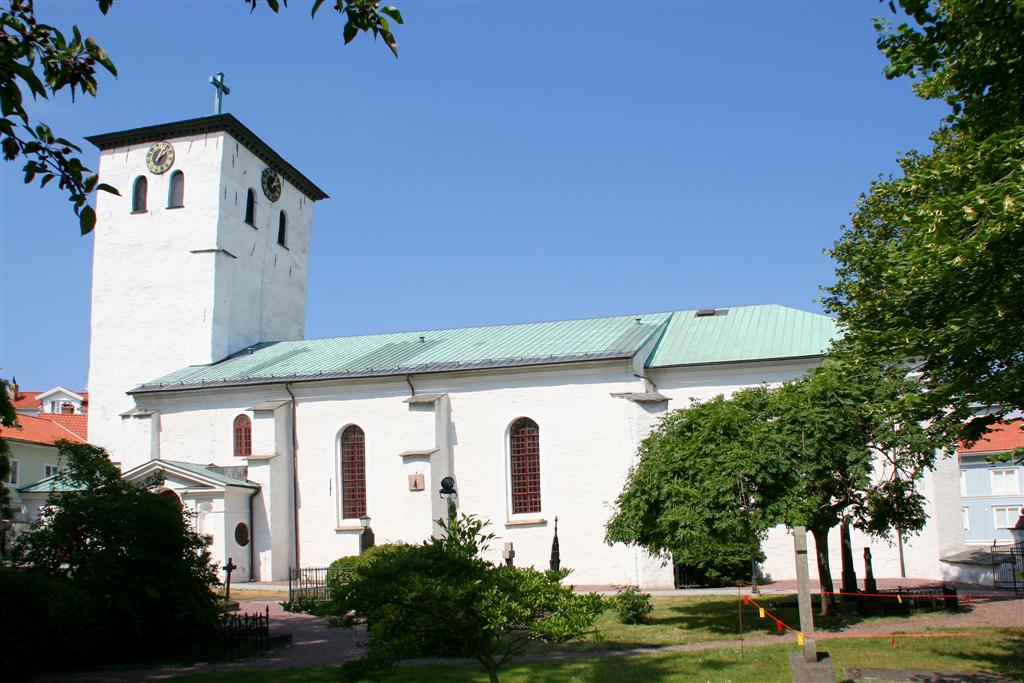
Marstrands kyrka från norr
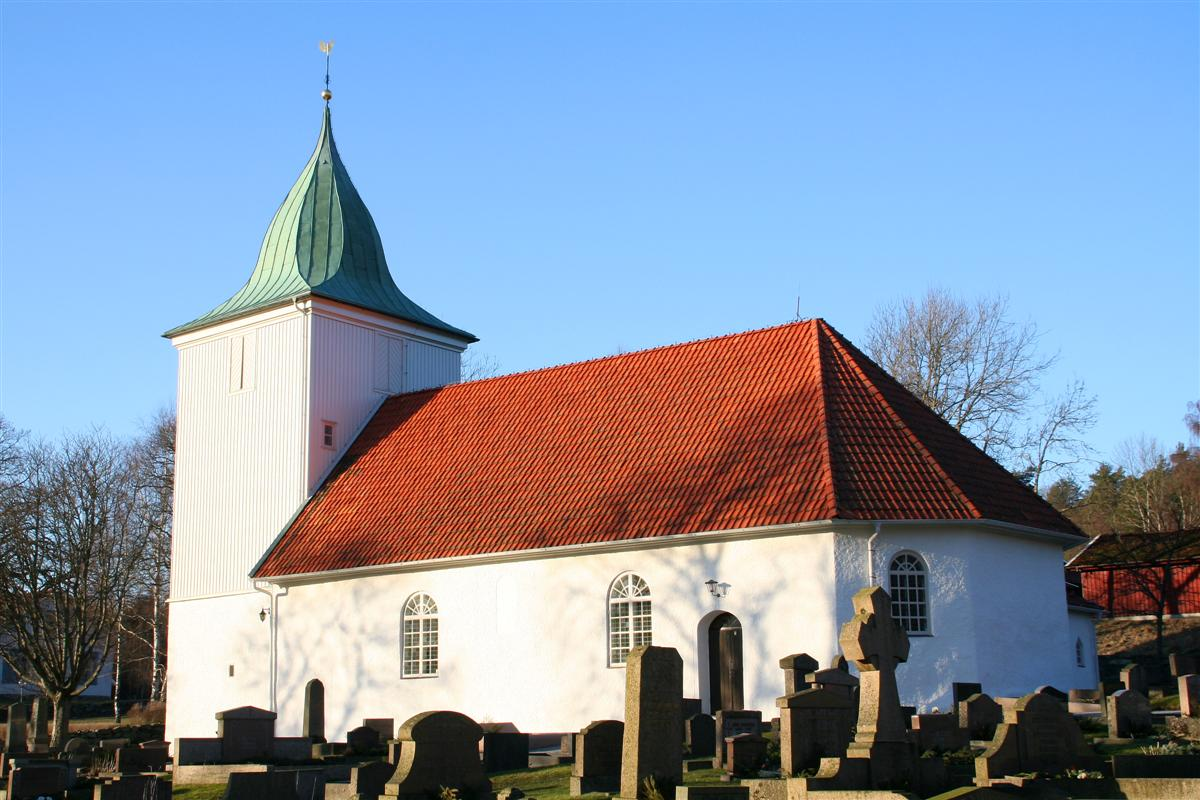
Hålta kyrka
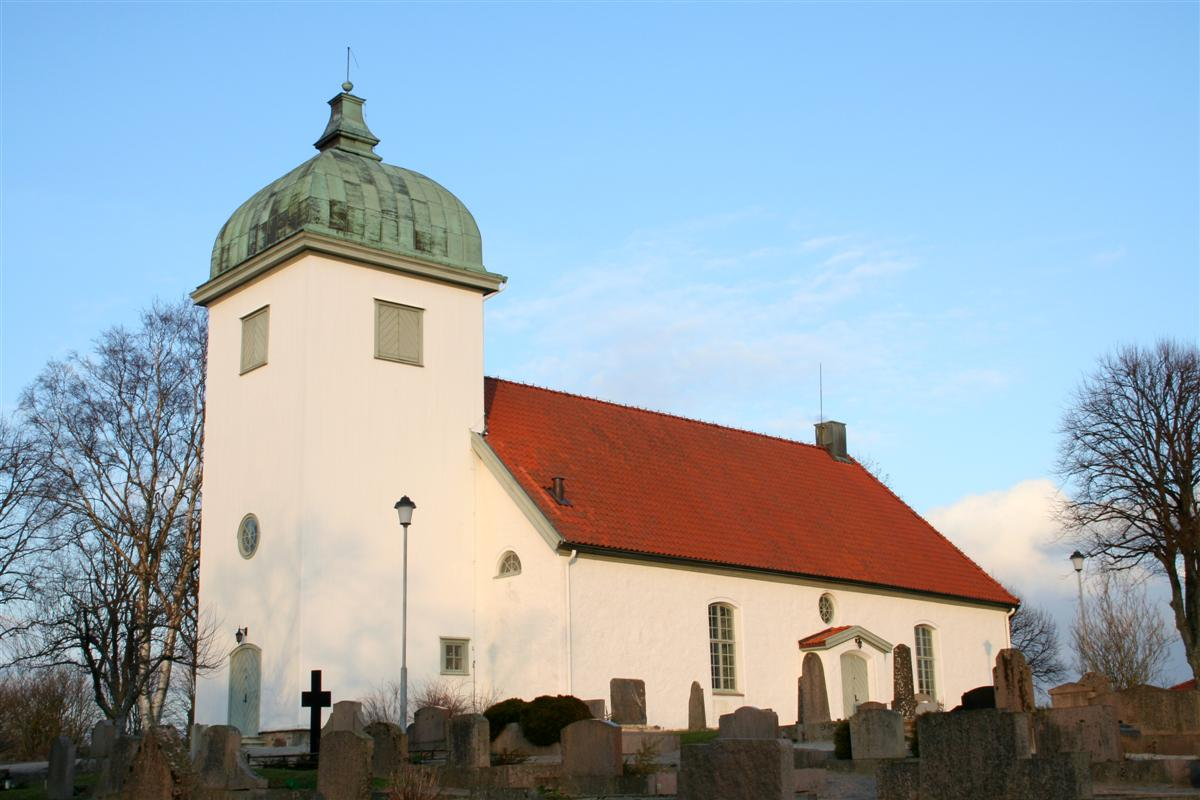
Jörlanda kyrka